# Journal of Natural History
Das Journal of Natural History ist eine von der britischen Verlagsgruppe Taylor & Francis herausgegebene zoologische Fachzeitschrift. Sie erschien seit 1838 als Annals of Natural History, wurde 1840 mit dem Magazine of Natural History zu den Annals and Magazine of Natural History fusioniert, und erhielt 1967 den heutigen Namen. Mit mehr als 2000 Nummern in über 180 Jahren ist das Journal of Natural History eine der am längsten erscheinenden naturwissenschaftlichen Fachzeitschriften.

## Inhalt
Die Zeitschrift veröffentlicht heute eigenen Angaben zufolge die Ergebnisse originärer Forschung und systematische Übersichtsarbeiten zur Evolutionsbiologie und Ökologie. Dabei werden Revisionen der Taxa sämtlicher tierischer Stämme und Arbeiten zur Kladistik, molekularer Phylogenie, Phylogenetik und Phylogenomik veröffentlicht. Schwerpunkte liegen bei der Entomologie und der Meeresbiologie. Erstbeschreibungen einzelner Arten und Faunenlisten werden normalerweise nicht veröffentlicht.

## Geschichte

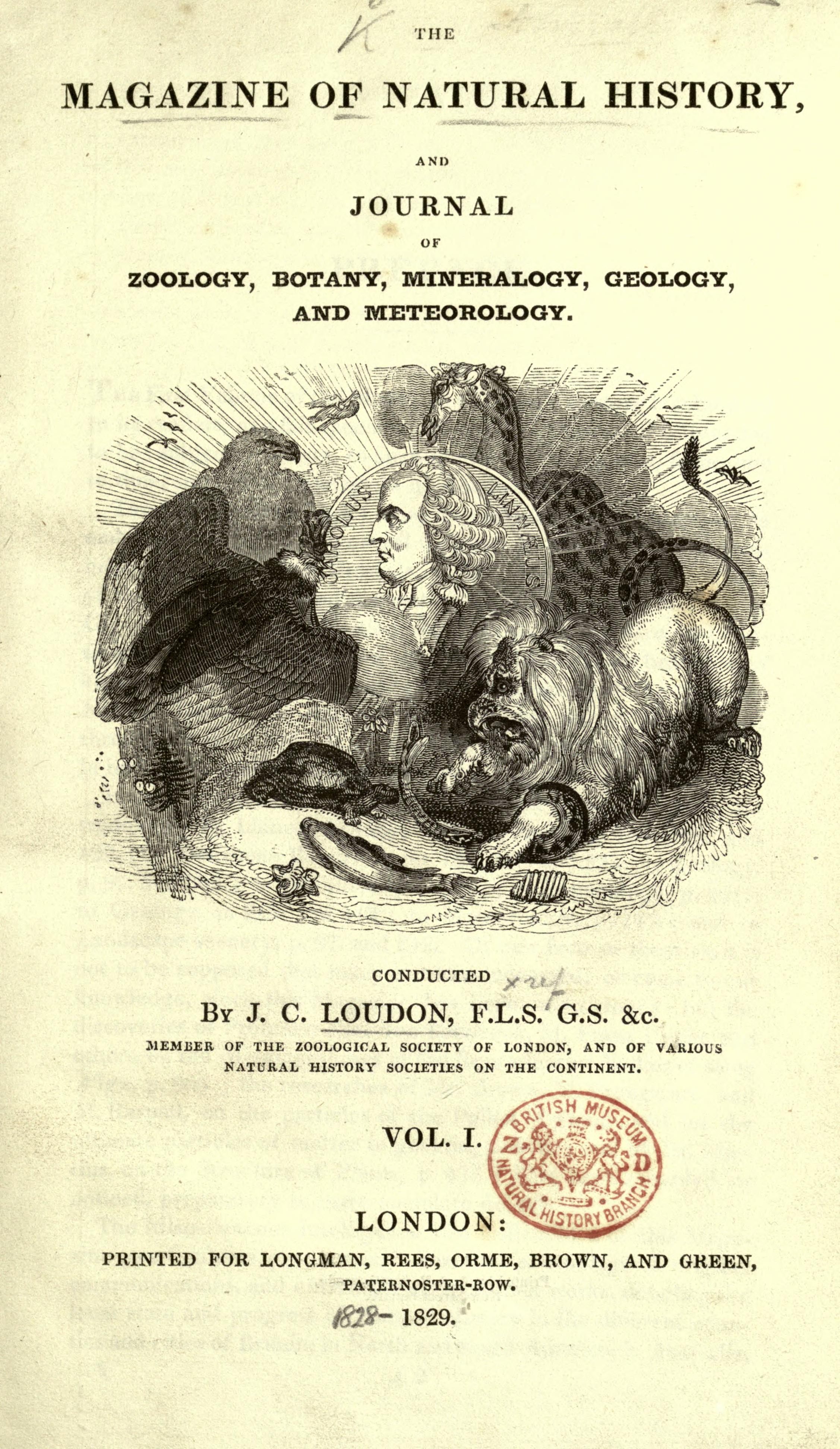
Magazine of Natural History and Journal of Zoology, Botany, Mineralogy, Geology and Meteorology, erster Band, 1828/29

Von 1828 bis 1840 erschien in London das von John Claudius Loudon herausgegebene Magazine of Natural History, mit dem vollständigen Titel Magazine of Natural History and Journal of Zoology, Botany, Mineralogy, Geology and Meteorology. Im Dezember 1835 schlug der schottische Arzt und Naturforscher George Johnston seinem Freund William Jardine in Edinburgh die Gründung einer Zeitschrift für Zoologie und Botanik vor. Jardine war einverstanden und Johnston versicherte sich der Unterstützung von Prideaux John Selby als Finanzier und Herausgeber und William Home Lizars als Verleger. Die erste Nummer des Magazine of Zoology and Botany erschien im Juni 1836. Bis 1838 erschienen zwei Bände mit zwölf zweimonatlich herausgegebenen Nummern. Während dieser ersten Jahre wurden vorrangig Arbeiten zur britischen Naturgeschichte veröffentlicht, die mit einigen Informationen vom europäischen Kontinent ergänzt wurden. Die Autoren erhielten kleine Honorare, und Beiträge wie Ankündigungen und Rezensionen von neu erschienenen Fachbüchern oder Nachrichten der wissenschaftlichen Gesellschaften wurden von den Herausgebern selbst geschrieben.
In dem Bemühen, der Botanik in ihrer Zeitschrift mehr Raum zu geben, verpflichteten die Herausgeber den angesehenen Botaniker William Hooker und verschmolzen ihr Magazine of Zoology and Botany mit Hookers Botanical Companion zu den von 1838 bis 1840 in fünf Bänden herausgegeben Annals of Natural History, or Magazine of Zoology, Botany, and Geology. Bei dieser Gelegenheit wurde der Erscheinungsort nach London verlegt, Richard Taylor als Verleger gewonnen, und die monatliche Erscheinungsweise eingeführt.
Im August 1840 kaufte Taylor das Londoner Magazine of Natural History und verschmolz es im folgenden Monat mit den Annals of Natural History zu den Annals and Magazine of Natural History (vollständiger Titel, mit wenigen Abweichungen im Laufe der Zeit, The Annals and Magazine of Natural History Zoology, Botany, and Geology being a continuation of the ‘Annals’ combined with Messrs. Loudon and Charlesworth’s ‘Magazine of Natural History’). Die Nummerierung der Bände wurde von den Annals of Natural History übernommen und mit Band 6 für das Jahr 1841 fortgesetzt. Bei der Fusion stieg die Druckauflage vorübergehend auf 700 Exemplare, ging aber bald auf etwa 500 und schließlich 400 Exemplare zurück. Ungeachtet der nach später gültigen Maßstäben sehr geringen Auflage war The Annals and Magazine of Natural History bis zur Jahrhundertwende die führende britische Biologiezeitschrift. Bis 1966 erschienen 13 Serien mit meist zwanzig Bänden. Dabei wurden bis 1941 jeweils sechs Ausgaben zu einem Band zusammengefasst. Von 1942 bis 1965 bildeten zwölf Ausgaben einen Jahresband. Über sehr lange Zeit blieb es beim monatlichen Erscheinen, 1965 gab es sechs Doppelnummern und 1966 nur noch vier Ausgaben. 1967 wurde der Titel in Journal of Natural History geändert und der Schwerpunkt in Richtung auf Themen wie die biologische Systematik und die Phylogenetik verschoben. Die Zeitschrift erscheint seit 1971 wieder monatlich.

## Herausgeber

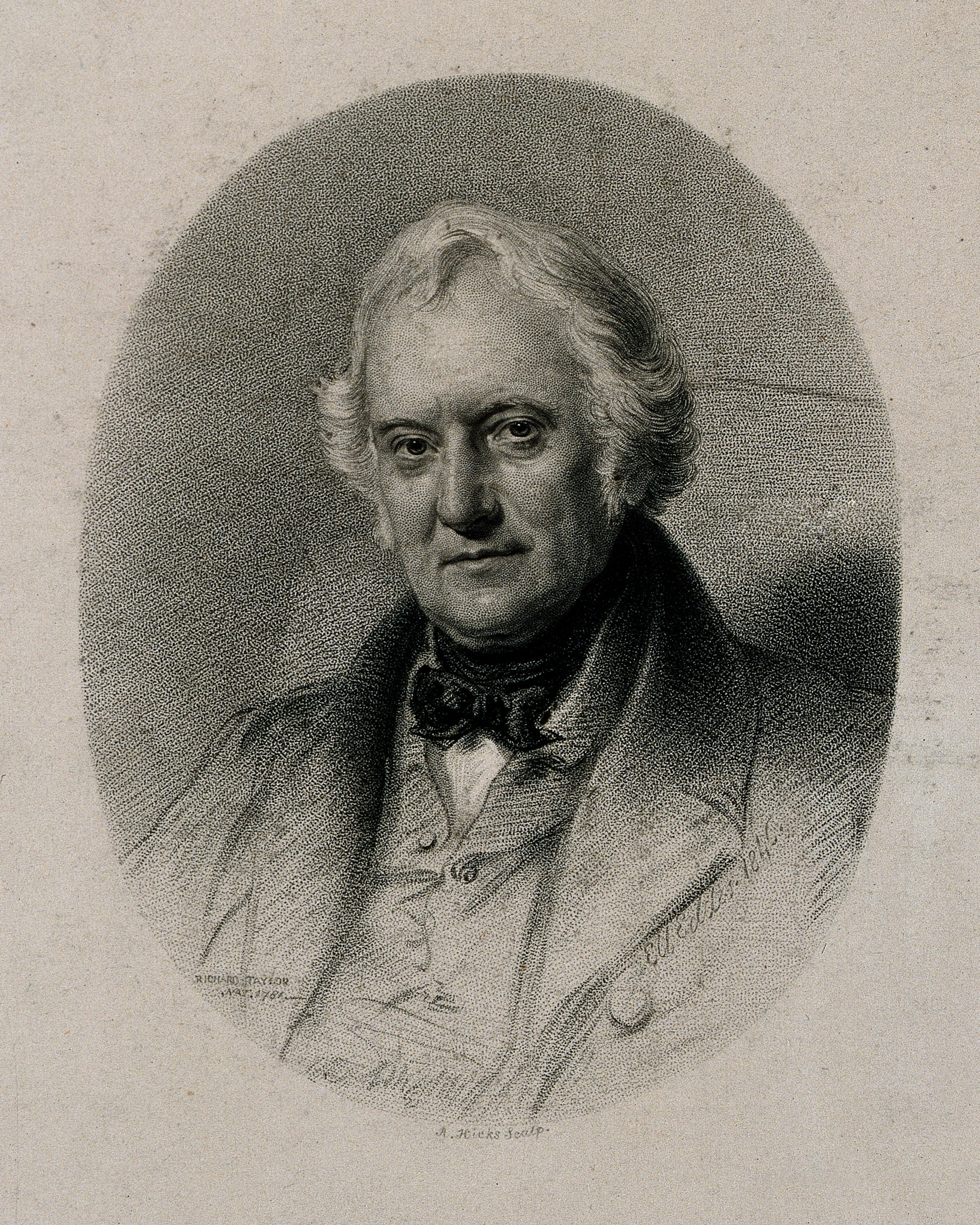
Richard Taylor, Herausgeber 1838–1858

Die herausragende Bedeutung der Zeitschrift spiegelt sich in der Liste ihrer Herausgeber wider, bei denen es sich häufig um führende britische Biologen ihrer Zeit handelte. Ihre Tätigkeit währte oft über Jahrzehnte, und mehr als die Hälfte der Herausgeber der Annals and Magazine of Natural History übten die Tätigkeit bis zu ihrem Tod aus.
Magazine of Natural History
- John Claudius Loudon (1828–1836)
- Edward Charlesworth (1837–1840)

Magazine of Zoology and Botany
- William Jardine (1836–1838)
- Prideaux John Selby (1836–1838)
- George Johnston (1836–1838)

Annals of Natural History
- William Jardine (1838–1840)
- Prideaux John Selby (1838–1840)
- George Johnston (1838–1840)
- William Hooker (1838–1840)
- Richard Taylor (1838–1840)

Annals and Magazine of Natural History
- William Jardine (1840–1850)
- Prideaux John Selby (1840–1867)
- George Johnston (1840–1855)
- David Don (1840–1841)
- Richard Taylor (1840–1858)

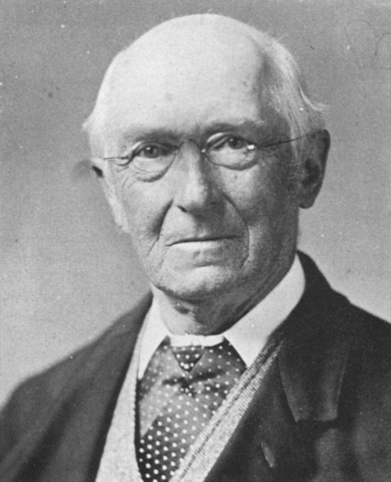
Albert Günther, Herausgeber 1876–1912

- Charles Cardale Babington (1842–1877)
- John Hutton Balfour (1842–1857)
- Arthur Henfrey (1858–1859)
- William Francis (1859–1897)
- John Edward Gray (1860–1875)
- William Sweetland Dallas (1868–1890)
- Albert Günther (1876–1912)
- William Carruthers (1878–1922)
- William Francis jr. (1898–1917)
- Richard Taunton Francis (1917–1931)
- Arthur Everett Shipley (1912–1927)
- Arthur Smith Woodward (1923–1944)
- George Charles Champion (1923–1927)
- John Stephenson (1928–1933)
- Guy Anstruther Knox Marshall (1928–1958)
- Charles Tate Regan (1931–1943)
- William Thomas Calman (1933–1952)
- Herbert Leader Hawkins (1944–1967)
- John Roxborough Norman (1944)
- Wilfred Norman Edwards (1945–1956)
- George Taylor (1952–1967)
- Everard Baldwin Britton (1952–1962)
- Gwilym Owen Evans (1963–1967)
- Harold Oldroyd (1963–1967)
- Gordon Barclay Corbet (1965–1967)
- William Grant Inglis (1965–1967)

Journal of Natural History (Auswahl)
- Gwilym Owen Evans (1967–1973)
- Harold Oldroyd (1967–1978)
- Herbert Leader Hawkins (1967–1979)
- Anthony Leonard Rice (1967–1969)
- John Anthony Wallwork (1969–1972)
- Vaughan R. Southgate (1972–1983)
- David Hollis (1979–1983)
- Andrew Polaszek (1960–)

## Gestaltung
Die Lieferungen der Zeitschrift hatten bereits in den ersten Jahren einen markanten blauen Umschlag. George Johnston bezeichnete die Zeitschrift daher auch als „Miss Blue“. Die Grafik des Umschlags stammte von Loudons Magazine of Natural History und wurde von Richard Taylor übernommen. Sie zeigt ein Porträt Carl von Linnés (ursprünglich im Profil) über einem Medaillon zur Aufnahme von Nummer und Jahrgang, umgeben von einer Vielzahl von Pflanzen und Tieren, die den Inhalt der Zeitschrift symbolisieren. Die Grafik wurde über mehr als hundert Jahre fast unverändert verwendet und erst 1952 anlässlich einer geringfügigen Änderung des Druckformats aufgegeben. Der blaue Umschlag blieb bis 1966 erhalten und wurde erst mit der Umbenennung zum Journal of Natural History durch ein neues Design und Farbschema ersetzt. Die Titelblätter enthielten fast immer die Angabe der aktuellen Herausgeber, und nach der Übernahme anderer Zeitschriften auch einen Hinweis auf darauf. So wurde der Titel von 1840 bis 1966 einen Hinweis auf, dass es sich bei der Zeitschrift um die gemeinsame Fortführung der Annals of Natural History und des Magazine of Natural History handele. 1952 wurde dem Titelblatt vorübergehend eine Zeile mit dem Hinweis auf die Fortführung des 1942 eingestellten Journal of Botany zugefügt.
Eine weitere Tradition wurde mit der Gestaltung der Rückseite des Titelblatts begründet. Zunächst ist seit den ersten Ausgaben der Annals of Natural History ein Zitat Carl von Linnés abgedruckt. Darunter befindet sich die schon in früheren Zeitschriften des Verlags abgebildeten Darstellung einer Öllampe, die gerade befüllt wird, mit dem Schriftzug alere flammam (deutsch: Speisen des Lichts). Dem Ganzen wurde 1846 ein Zitat aus Petrus Lotichius Secundus’ Eligium liber zugefügt. Das Lotichius-Zitat wurde schon im folgenden Band durch eines von Richard Taylors Vater aus dem Jahr 1818 ersetzt. Taylors Vater war der Poet und Unternehmer John Taylor aus Norwich (1750–1826). Schließlich wurde an zweiter Stelle ein Zitat aus John Bruckners (1726–1804) 1767 anonym in Leiden veröffentlichten Théorie du Système Animal eingefügt. Bruckner lebte wie Richard Taylor in Norwich und war dort als Pfarrer tätig. Die Gestaltung der Seite mit den drei Zitaten und der Lampe des Lernens wurde bis 1966 fast unverändert beibehalten. Die Öllampe bildet noch heute in modernisierter Form das Logo der Verlagsgruppe Taylor & Francis.